# Guía del autoestopista galáctico (novela)
La Guía del autoestopista galáctico (The Hitchhiker's Guide to the Galaxy en inglés) es una novela de ciencia ficción de Douglas Adams publicada en octubre de 1979. Es el primer libro de seis que conforman la famosa serie de la Guía del autoestopista galáctico, que fue originalmente una radiocomedia escrita por el mismo autor en 1978.
El título del libro fue inspirado en la guía Hitch-hiker's Guide to Europe, Para viajar en autoestop por Europa. La saga de la Guía del autoestopista galáctico ha sido difundida de diferentes maneras, incluyendo una serie de televisión, un videojuego, un cómic y hasta una dramatización teatral, convirtiendo a su autor en una figura influyente en el campo de la ciencia ficción y la comedia.
El libro vendió 250 000 copias en los primeros tres meses tras ser publicado.
Hasta 2018 había vendido 16 millones de ejemplares.

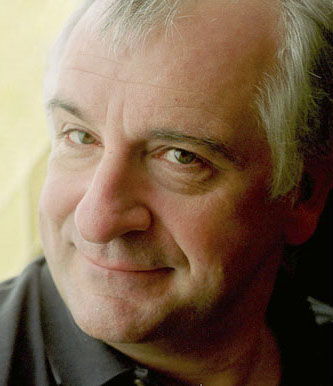
Douglas Adams

## Argumento
Arthur Dent podría calificarse en todo sentido como una persona normal. Un sujeto que vive en un pacífico pueblo a las afueras de Londres, donde ha pasado la mayor parte de su vida. Pero ese día no fue para nada normal: la casa de Arthur estaba en el camino de construcción de una nueva vía de circunvalación, por lo que ésta debe ser demolida. Arthur protesta enérgicamente contra esta acción, y aunque su casa es demolida de igual modo, no tarda mucho en llegar un equipo de demolición vogon que avisa irónicamente que la Tierra será demolida para dar paso a una autopista galáctica. Afortunadamente para Arthur, su amigo Ford Prefect, un simpático y singular sujeto que proviene de un planeta del sistema de Betelgeuse y que trabaja para una empresa conocida como la Guía del autoestopista galáctico —o Guía del viajero galáctico dependiendo de la edición del libro— lo salva del terrible destino al cual es condenado el planeta haciendo autoestop, con lo cual se infiltra en una de las naves de la flota Vogona.
Una vez dentro de la nave, Ford le introduce en el oído a Arthur el Pez de Babel, una criatura que se alimenta de los sonidos y los convierte en ondas cerebrales que permiten a su anfitrión entender todos los dialectos que rigen la galaxia. También, Ford le cuenta a su amigo la verdad sobre su identidad y le explica que pasó quince años en la Tierra con el fin de modificar el artículo que la Guía ofrecía de esta, pasando de ser «Tierra: inofensiva» a ser «Tierra: fundamentalmente inofensiva». Antes de que Arthur exprese todas sus protestas respecto al tema, son capturados por los Vogones y condenados a escuchar la poesía del capitán, la cual es calificada por la Guía como la tercera peor del universo, convirtiéndose en un martirio para todo ser vivo que la escuche.
Habiendo sobrevivido y mal interpretado la poesía Vogona, Arthur y Ford son arrojados al espacio, pero son rescatados por el Corazón de Oro, la nave espacial más rápida de la galaxia debido a su campo de improbabilidad, que fue secuestrada por Zaphod Beeblebrox, el primo de Ford y expresidente de la galaxia que tiene dos cabezas, y su compañera Trillian, una terrícola que Zaphod se llevó cuando fue a una fiesta en la tierra y cuyo nombre anterior era Tricia Mcmillan, quien viajaba a bordo con dos pequeños ratones. Además, en la nave se encuentra Marvin, un androide infeliz y miserable deprimido de la vida, y Eddie que es el ordenador de la nave.
Zaphod comenta a Ford que sus planes son hallar el antiguo planeta de Magrathea, cuyos habitantes eran los encargados de una antigua empresa constructora de planetas. Al poco tiempo encuentran el planeta por el sector en el que están navegando, pero son advertidos y atacados por los sistemas de defensa del planeta, el cual les lanza dos misiles en su búsqueda. Gracias al campo de improbabilidad, la nave evita el ataque convirtiendo los dos misiles en un tiesto de petunias y en una ballena, que van a dar de bruces al planeta.
Ya en la superficie se encuentran con el cadáver de la ballena, el cual está hecho una masa esparcida de sangre y carne, y que ha dejado un agujero en el suelo que conecta a las instalaciones del planeta. Se decide que Arthur y Marvin cuiden la nave, mientras el resto se aventura en el hueco. Mientras Arthur cuida la nave encuentra a un anciano, llamado Slartibartfast, quien lo conduce al interior de las instalaciones. Por medio de hologramas y visiones, le muestra a Arthur una raza de seres pandimensionales que buscaban el sentido de la vida y para ello construyeron Pensamiento Profundo, una supercomputadora que se identifica a sí misma como la segunda mejor computadora del universo. Cuando se le pregunta cual es la «respuesta definitiva» (el sentido de la vida, el universo y todo lo demás) el superordenador argumenta que tardara siete millones y medio de años en responderla. Después de pasado ese tiempo dice que la respuesta es 42, y al ver lo perplejos que están sus creadores ante esa respuesta, Pensamiento Profundo argumenta que lo que han de descubrir es la «Pregunta definitiva». Para eso, da los planos de su sucesor, un superordenador mejor que él y que se asemeja a un planeta, el cual sería bautizado como Tierra.
Arthur descubre posteriormente que la Tierra fue destruida cinco minutos antes de que finalizara el experimento que daría la «pregunta definitiva», por lo que se le ha encargado a Magrathea que construya una nueva Tierra. Slartibartfast conduce a Arthur donde sus amigos y donde los dos ratones de Trillian, que resultan ser dos de los seres pandimensionales, científicos, siendo más preciso. Estos, al descubrir que Arthur era parte de la última fase del proyecto, ofrecen a Arthur estudiar su cerebro para hallar la pregunta y aunque este se niega, los ratones están dispuesto a hacerlo por cualquier forma, mas Arthur se las arregla para escapar con sus amigos.
Mientras corren para salir de Magrathea, se topan con un par de oficiales de policía que buscan a Zaphod por haber robado la nave del gobierno, y tras un breve encuentro en el que los policías arremeten contra ellos con sus pistolas, los dos caen muertos sin explicación. Cuando vuelven a la superficie, se encuentran con Marvin, quien le explica a Ford Prefect que como se sentía aburrido se puso a hablar con la nave de los policías acerca de sus penas y su miseria, y que ésta, en consecuencia, se suicidó. Pronto el grupo regresa en el Corazón de Oro, y debido a que todos tienen hambre, deciden tomar rumbo hacia el restaurante del fin del mundo.

## Personajes
Arthur Dent
Arthur Dent, el protagonista de esta historia, es un hombre normal que vive en un pequeño pueblo en Inglaterra, ubicada en la Tierra. Arthur se ve envuelto en un universo que era totalmente desconocido para él, enfrentándose a aventuras de toda clase y peligros tanto absurdos como fatales en compañía de personajes muy singulares. Además, ha caído sobre él la tácita responsabilidad de hallar el sentido de la vida, el universo y todo lo demás.
Ford Prefect
Ford Prefect, singular individuo y amigo de Arthur Dent, no procede de otro lugar que no sea un planeta ubicado en el sistema de Betelgeuse. Habitante de la Tierra durante quince años debido a las obligaciones de su trabajo en la Guía del Autoestopista Galáctico, salva a su amigo Arthur del fatal destino de la Tierra, dándole a conocer el universo del que Ford disfruta tanto.
Zaphod Beeblebrox
Zaphod Beeblebrox, el expresidente de la galaxia y primo de Ford, no conoce por completo las razones que lo impulsan a hacer las locuras que definen su vida. Con sus dos cabezas, es el personaje más extrovertido y alocado de la saga, que lleva a sus compañeros por aventuras y lugares absurdos.
Tricia McMillan
Además de Arthur, otro terrestre logró abandonar el planeta meses antes de su destrucción. Se trata de Tricia McMillan, conocida en la galaxia como Trillian, una mujer guapa y esbelta que abandonó la Tierra con Zaphod Beeblebrox, quien estaba de paso por ahí. Es una mujer de mente abierta, que se maravilla con el universo, a diferencia de Arthur, quien se queja por todo.
Marvin, el androide paranoide
Douglas Adams nos presenta a uno de sus personajes más complejos, singulares y cómicos que hay: un robot melancólico y miserable que menosprecia y critica su existencia. Marvin, el robot más inteligente de toda la galaxia, suelta sarcasmos crueles sobre las formas de vida, hace comentarios deprimentes y se podría decir que existe para quejarse de su vida. Sin duda alguna, es uno de los personajes más característicos del libro.
Slartibartfast
Un anciano agradable, nativo de Magrathea, que guía a Arthur por su viaje alrededor del planeta. Un viejo excéntrico y dedicado a su trabajo, el cual consiste en delinear curvas geográficas de los planetas que Magrathea crea, Slartibartfast es el hombre que informa a Arthur sobre lo concerniente a la Tierra.
Míster L. Prosser
Un hombre común y corriente, como lo era Arthur Dent, que trabaja para el estado y tiene órdenes de demoler la casa de Arthur. Solo aparece al principio de la novela pues resulta obvia su muerte después de la destrucción de la Tierra.
Prostenic Vogon Jeltz
Los Vogones son personajes horrendos, carecen de cualquier tipo de belleza (tanto externa como interna) y son extremadamente sádicos y crueles. Pero este capitán Vogón… no es la excepción, es más, es el colmo de esta expresión. Sujeto Cruel, despiadado e inmisericorde, Jeltz demuestra ser detestable y un amante de la poesía Vogona, escribiéndola con el único fin de torturar a sus víctimas.
Eddie
Es el sistema de IA (Inteligencia Artificial) del Corazón de oro, que goza de rasgos optimistas y un buen sentido del humor, además de una increíble paciencia, pues no es que a los tripulantes de la nave les guste oír en medio del pánico y el caos una voz tan calmada y amena como la de Eddie, que les disgusta mucho.
Pensamiento Profundo
La supercomputadora fabricada por los seres pandimensionales con el único objetivo de descifrar la respuesta definitiva. Pensamiento Profundo se toma siete millones y medio de años para dar esa respuesta, la cual, para pesar de muchos, resulta ser 42 sin lugar a dudas.
Lunkwill y Fook
Los dos programadores que tuvieron el gran honor de hacer la pregunta de: «¿Cuál es el sentido de la vida, el universo y todo lo demás?». Estos dos hombres quedaron muy desilusionados al enterarse de que el mundo tenía que esperar siete millones y medio de años para saber la respuesta.
Majikthise y Vroomfondel
Dos filósofos que no están de acuerdo con el hecho de responder la pregunta suprema, por lo que se oponen rotundamente a la activación de Pensamiento Profundo y a la formulación de la pregunta, ya que si esta se contesta, sería el fin de todos los filósofos. Para contrarrestar estas protestas, Pensamiento Profundo Sugiere que los filósofos pueden especular sobre cuál será la respuesta que él dará, volviendo a los filósofos ricos y célebres durante este tiempo. Los dos filósofos se van satisfechos con este plan.
Loonquawl y Phouchg
Después de siete millones y medio de años de espera, Pensamiento Profundo está a punto de dar la respuesta más esperada de todos los tiempos. Son estos dos personajes, Loonquawl y Phouchg, quienes son escogidos para recibir la respuesta, pero no se ven muy felices después de saber cuál es ésta.
Frankie y Benji, los ratones pandimensionales
La forma que decidieron tomar los seres pandimensionales no fue la de dioses o criaturas poderosas, sino que se presentan en el universo como dos pequeños ratones, quienes supervisan la construcción de la segunda Tierra. Después de saber que Arthur ha sido sobreviviente de la catástrofe, quieren sondear su cerebro, pero para cumplir ese objetivo tienen que sacárselo, cosa a la que su dueño se niega.

## Lugares
La Tierra
El planeta natal de Arthur Dent no es lo que se imaginaba. Después de ser destruido en el principio de la novela, posteriormente se revela que la Tierra no es nada más que una supercomputadora construida con el sencillo propósito de descubrir la Pregunta definitiva, mas fue destruida minutos antes de cumplir su cometido, dejando como último vestigio a su sobreviviente, Arthur Dent.
Corazón de oro
La nave más rápida de todo el universo, conducida por el sistema de improbabilidad, y que ha sido robada por el alocado Zaphod Beeblebrox para poder hallar Magrathea. La nave trae a su vez un sistema de bebidas de la compañía cibernética Sirius que se acopla al gusto de la gente (mas en realidad siempre suelta la misma bebida insípida); Eddie, la IA (Inteligencia Artificial) de la nave y Marvin, el androide cínico y deprimente.
Magrathea
Un antiguo y legendario planeta recordado por su empresa encargada de la construcción de planetas de toda clase, a gusto de sus exigentes y adinerados clientes. Hogar y lugar de trabajo de Slartibartfast, a este planeta se le concedió el honor dos veces de construir para unos seres pandimensionales un superordenador que sería bautizado posteriormente como la Tierra.
Betelgeuse 5 y 7
Son los planetas natales de Zaphod Beeblebrox y Ford Prefect respectivamente, del sistema de Betelgeuse, mas a lo largo de la saga nunca lo visitan, dado que fue destruido, sino que solo se hacen pequeñas menciones.

## Razas y especies
Humanos
De la raza humana solo quedan dos sobrevivientes, que son Tricia McMillan y Arthur Dent. Debido a que la Tierra se vio siempre privada de la tecnología y el contacto interplanetario, estos dos viven asombrados y maravillados de las cosas que la galaxia tiene para ofrecerles.
Humanoides
Los humanoides son especies similares a la humana en cuanto a las características físicas, ejemplo de esto en el libro son los habitantes de Magrathea, aunque el único mencionado de esa especie es Slartibartfast. También, los seres pandimensionales son descritos como muy similares a la especie humana, pues sus rasgos son casi idénticos.
Vogones
Los Vogones son criaturas horrendas en todo sentido, amargados y crueles. Se especula que pueden ser así debido a que la evolución desistió con ellos y los dejó como los repugnantes seres que son. Los Vogones no tienen tacto y evitan la interacción social, además de dedicarse a la demolición de planetas, trabajo que obviamente les encanta.
Ratones
Los ratones son la forma que toman los seres pandimensionales con el objetivo de estudiar a los humanos y obtener la respuesta deseada, la cual es la Pregunta definitiva, y la cual culminaría con los millones de años que han esperado para descifrar por qué la respuesta a la pregunta suprema es 42.
Betelgeusianos
Son solo dos, o sea Zaphod y Ford, que en realidad provienen de planetas distintos del mismo sistema. A lo largo de toda la saga, éstos son los únicos dos que se encuentran, descontando sus alusiones al pasado.
Dentrassis
Son los mejores cocineros y bármanes de la galaxia. Siempre ayudan a subir a bordo a los autoestopistas, en parte porque les gusta la compañía, pero principalmente porque eso les molesta a los vogones.

## Serie
La serie de la Guía del Autoestopista Galáctico tiene seis libros, cinco escritos por Douglas Adams: La Guía del Autoestopista Galáctico (1979), El restaurante del fin del mundo (1980), La vida, el universo y todo lo demás (1982), Hasta luego, y gracias por el pescado (1984), Informe sobre la Tierra: fundamentalmente inofensiva (1992).
El 16 de septiembre de 2008 se anunció que el escritor irlandés Eoin Colfer escribiría el sexto libro, titulado Y una cosa más…. Fue publicado en octubre de 2009, en el 30.º aniversario de la publicación de la Guía del autoestopista galáctico.
| Título                                               | Autor         | Año  |
| ---------------------------------------------------- | ------------- | ---- |
| Guía del autoestopista galáctico                     | Douglas Adams | 1979 |
| El restaurante del fin del mundo                     | Douglas Adams | 1980 |
| La vida, el universo y todo lo demás                 | Douglas Adams | 1982 |
| Hasta luego, y gracias por el pescado                | Douglas Adams | 1984 |
| Informe sobre la Tierra: fundamentalmente inofensiva | Douglas Adams | 1992 |
| Y una cosa más…                                      | Eoin Colfer   | 2009 |

## Adaptación cinematográfica

Hitchhiker's Guide to the Galaxy (conocida en España como Guía del autoestopista galáctico y en Hispanoamérica como Guía del viajero intergaláctico) es una película británico-estadounidense de comedia y ciencia ficción, estrenada en 2005 y basada en el libro homónimo, obra de Douglas Adams. El guion fue escrito por Adams y completado por Karey Kirkpatrick y Garth Jennings tras la muerte de Adams en 2001, por lo que la película está dedicada a su memoria.
La película la protagonizan Martin Freeman como Arthur, Mos Def como Ford, Sam Rockwell como Zaphod Beeblebrox y Zooey Deschanel como Trillian, con Alan Rickman y Warwick Davis como la voz y cuerpo de Marvin, respectivamente, y Stephen Fry como la voz del libro de la Guía.

## Reconocimientos
- Número 1 en la lista de libros más vendidos en el Sunday Times (1979).
- Douglas Adams recibió el premio Golden Pan (de sus editores al vender un millón de ejemplares) (1984).
- Número 24 en la lista de los 100 mejores libros del siglo XX por Waterstone's Books de Channel Four (1996).
- Número 4 de la BBC en la lista de libros más queridos en el Reino Unido (Big Read) (2003).[4][5]

## Legado
El Pez de Babel, una criatura que se alimenta de los sonidos y los convierte en ondas cerebrales que permiten a su anfitrión entender todos los dialectos que rigen la galaxia, inspiró en 1997 el servicio de traducción web Babel Fish.
En febrero de 2018 el Tesla Roadster de Elon Musk se usó como carga para el lanzamiento de prueba del cohete Falcon Heavy de SpaceX. Desde 2018 el coche está en órbita alrededor del Sol. Lleva un maniquí con forma humana bautizado Starman y varios huevos de Pascua para «confundir a los extraterrestres». En los altavoces sonó en bucle Space Oddity de David Bowie hasta agotar la batería. En la pantalla del salpicadero del coche estaba escrito «Don't Panic» (no se asuste). En un circuito impreso dice «Hecho en la Tierra por humanos».
En la guantera iba una copia del libro y una toalla en homenaje a la Guía del autoestopista galáctico de Douglas Adams.

La Guía del autoestopista galáctico tiene varias cosas que decir respecto a las toallas. Dice que una toalla es el objeto de mayor utilidad que puede poseer un autoestopista interestelar.
Guía del autoestopista galáctico

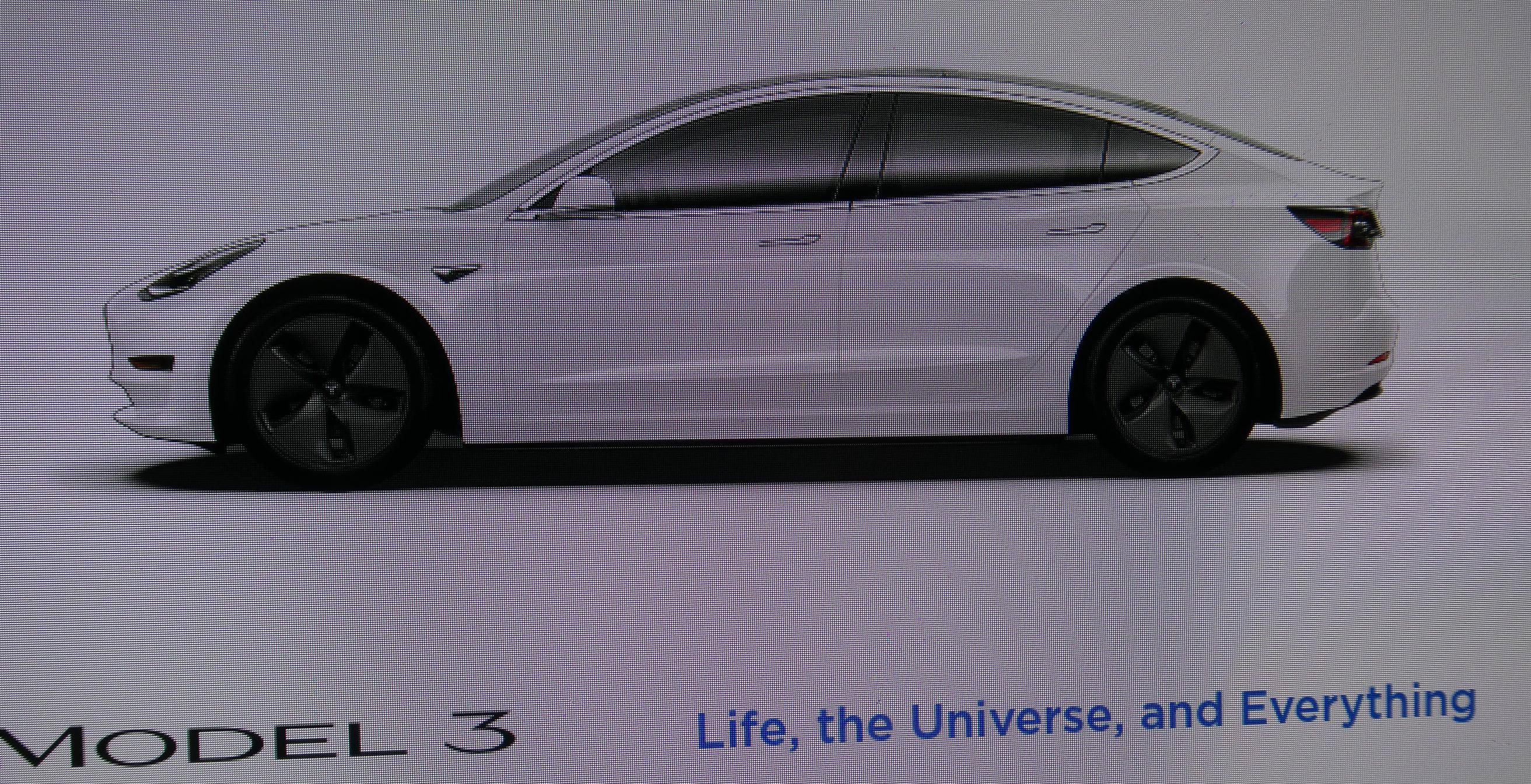
«Life, the Universe and Everything»

En los vehículos Tesla si se intenta cambiar el nombre del coche a «42» se activa el huevo de Pascua de la Guía del autoestopista galáctico. El nombre del coche cambia a «Life, the Universe, and Everything» (La vida, el universo y todo). En el libro Guía del autoestopista galáctico se le pregunta al superordenador Pensamiento Profundo cuál es el significado de la vida y tras 7.5 millones de años responde: «42».